# Luděk Kokoška
Luděk Kokoška (* 3. listopadu 1965) je bývalý český fotbalista, obránce. Po skončení aktivní kariéry působí jako trenér.

## Fotbalová kariéra
V československé lize hrál za RH Cheb, Bohemians Praha a Duklu Praha. Nastoupil v 86 ligových utkáních a dal 3 góly. Hrál také druhou ligu za FC LeRK Brno.

## Ligová bilance
| Ročník                                   | Zápasy | Góly | Klub             |
| ---------------------------------------- | ------ | ---- | ---------------- |
| 1. československá fotbalová liga 1987/88 | 1      | 0    | RH Cheb          |
| 1. československá fotbalová liga 1988/89 | 20     | 1    | RH Cheb          |
| 1. československá fotbalová liga 1989/90 | 22     | 0    | RH Cheb          |
| 1. československá fotbalová liga 1990/91 | 23     | 1    | SKP Union Cheb   |
| 1. československá fotbalová liga 1991/92 | 5      | 0    | SKP Union Cheb   |
| 1. československá fotbalová liga 1991/92 | 10     | 1    | Bohemians Praha  |
| 1. československá fotbalová liga 1992/93 | 5      | 0    | ASVS Dukla Praha |
| CELKEM                                   | 86     | 3    |                  |